# Longepi canungra
Longepi canungra is een spinnensoort uit de familie Lamponidae. De soort komt voor in Queensland.